# Альдеа-дель-Кано
Альдеа-дель-Кано (ісп. Aldea del Cano) — муніципалітет в Іспанії, у складі автономної спільноти Естремадура, у провінції Касерес. Населення — 727 осіб (2010).
Муніципалітет розташований на відстані близько 260 км на південний захід від Мадрида, 21 км на південь від Касереса.

## Демографія
Динаміка населення (INE ):

## Галерея зображень

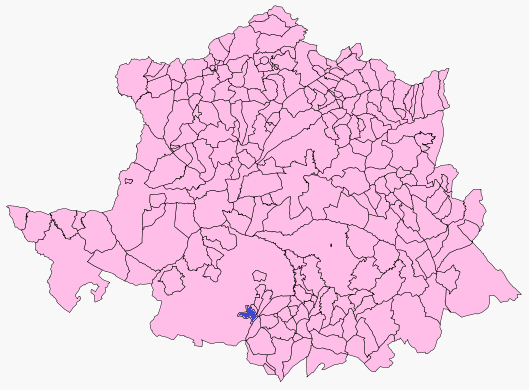
Розташування муніципалітету у провінції Касерес